# A Single Man (album)
A Single Man è il diciassettesimo album (il dodicesimo in studio) dell'artista britannico Elton John, pubblicato il 16 ottobre 1978 (due anni dopo l'album Blue Moves e un anno dopo la raccolta Elton John's Greatest Hits Volume II).

## Descrizione
Nel 1978 Elton John era ritornato sorprendentemente sulle scene mondiali, dopo aver annunciato due anni prima di volersi ritirare dal mondo musicale. Il nuovo album di inediti, A Single Man, costituiva una svolta importante nella carriera artistica della rockstar, in quanto era il suo primo LP realizzato senza il contributo del paroliere e amico di fiducia Bernie Taupin. Per questa produzione John aveva lavorato insieme a un uomo del suo entourage, Gary Osborne, collaboratore peraltro della cantante Kiki Dee, anche se ancora relativamente sconosciuto al pubblico; per questo molti confusero il titolo dell'album (letteralmente Un Uomo Solo), credendo che si riferisse a brani scritti esclusivamente da Elton John. Il disco mette in evidenza diversi musicisti: Clive Franks (che sebbene fosse un tecnico del suono si ritrovò al basso e alla co-produzione), Steve Holley (alla batteria) e Tim Renwick (alla chitarra).
L'album contiene, oltre a brani come Shine on Through, It Ain't Gonna Be Easy e Madness, anche un brano strumentale (Song for Guy), brano tributo al giovane Guy Burchett, dipendente della Rocket Records deceduto tragicamente in un incidente motociclistico. Il brano è stato un successo mondiale, nonostante in nazioni come Stati Uniti e Canada non abbia raggiunto il successo sperato; l'altro singolo estratto dall'LP è invece la briosa Part-time Love. A Single Man è stato il primo, relativo, insuccesso commerciale di Elton John dopo anni di trionfi, raggiungendo solo la 15ª posizione negli Stati Uniti e l'ottava nel Regno Unito.
Nel 1998 l'album è stato ristampato con l'aggiunta di 5 bonus track: Ego, Flinstone Boy, I Cry at Night, Lovesick e Strangers.
Tra le curiosità legate all'album vi è la foto di copertina, in cui Elton John viene ritratto lungo il Long Walk, un viale del Windsor Great Park che conduce al Castello di Windsor. Inoltre è il primo album in cui la rockstar compare senza i suoi famosi occhiali.
Per molti questo album è considerato quello che chiude un'epoca, quella del periodo d'oro della carriera di Elton John sotto l'aspetto compositivo.

### Reverie
Proveniente dall'album del 1978 A Single Man (del quale è la decima traccia), costituisce la traccia più corta dell'LP: infatti la sua durata è di 52 secondi, un tempo davvero inusuale. Si tratta principalmente di un intermezzo fra la caoticità della poliedrica Madness e la tranquillità della successiva Song for Guy, della quale Reverie costituisce il preludio. La melodia è silenziosa e a tratti malinconica; gli unici strumenti messi in evidenza sono il pianoforte di Elton e un sintetizzatore ARP, suonato da Paul Buckmaster, dal suono rassomigliante a quello emesso da un flauto o da un altro strumento aerofono. Il titolo, in italiano, significa prevalentemente Fantasticheria.

## La pubblicazione in Unione Sovietica
A Single Man fu il primo album di Elton John ad essere distribuito ufficialmente in Unione Sovietica (sebbene i precedenti LP fossero stati pubblicati in altre forme), sfruttando l'eco del tour solo piano e percussioni A Single Man in Concert. Nelle esibizioni live del tour, le prime di un artista occidentale nel Paese comunista, Elton è solo al pianoforte, privo del look variopinto e sgargiante esibito anni prima, ed esegue pezzi come Your Song e Daniel; all'inizio della seconda parte dello show lo raggiunge sul palco il funambolico Ray Cooper, che scatena alle percussioni il suo eclettismo e la sua maestria in maniera decisamente espressiva. Vengono esibiti brani come Funeral for a Friend, Bennie & The Jets, Better Off Dead, I Think I'm Going to Kill Myself e Saturday Night's Alright for Fighting/Pinball Wizard, che mandano in delirio il pubblico russo e guadagnano molto a John e Cooper in termini di popolarità. In questo tour si verificano anche imponenti scene di isteria collettiva: la rockstar ammetterà di non aver mai avuto un successo di tali proporzioni.
L'album fu comunque intitolato diversamente (Poyot Elton John, ovverosia, in russo, Elton John canta) e due brani (Big Dipper e Part-time Love) furono rimossi per l'argomento trattato nei loro testi. Curiosamente, nel tour A Single Man in Concert Elton esibì anche Part-time Love senza incontrare alcuna resistenza fra le autorità sovietiche.

## Tracce
Testi e musiche di Elton John e Gary Osborne, eccetto dove indicato.
1. Shine on Through – 3:45
2. Return to Paradise – 4:15
3. I Don't Care – 4:23
4. Big Dipper – 4:04
5. It Ain't Gonna Be Easy – 8:27
6. Part-Time Love – 3:16
7. Georgia – 4:50
8. Shooting Star – 2:44
9. Madness – 5:53
10. Reverie – 0:53 (John Elton)
11. Song for Guy – 6:35 (John Elton)

Tracce bonus nella ristampa del 1998
1. Ego – 4:00 (John Elton, Bernie Taupin)
2. Flinstone Boy – 4:13 (John Elton)
3. I Cry at Night – 3:16 (John Elton, Bernie Taupin)
4. Lovesick – 3:59 (John Elton, Bernie Taupin)
5. Strangers – 4:46

## Formazione
- Elton John: voce, cori, pianoforte, harmonium, organo Hammond, mellotron, sintetizzatore
- Steve Holley: batteria, percussioni
- Davey Johnstone: chitarra, cori
- Herbie Flowers: basso
- Paul Buckmaster: Arrangiamenti, sintetizzatore ARP
- Ray Cooper: percussioni, shaker, tamburello basco, vibrafono
- Clive Franks: basso
- Tim Renwick: chitarra acustica, chitarra elettrica
- B. J. Cole: pedal steel guitar
- Pat Alcox: tromba
- Jim Sheperd: trombone
- John Crocker: sassofono tenore, clarinetto
- Vicky Brown, Joanne Stone, Stevie Lange, Gary Osborne, Chris Thompson: cori

## Classifiche
Album - Billboard (America del Nord)
| Anno | Classifica | Posizione |
| ---- | ---------- | --------- |
| 1978 | Pop Albums | 15        |

Singoli - Billboard (America del Nord)
| Anno | Singolo          | Classifica  | Posizione |
| ---- | ---------------- | ----------- | --------- |
| 1978 | "Ego"            | Pop Singles | 34        |
| 1978 | "Part-Time Love" | Pop Singles | 21        |

## B-sides
| Brano            | Formato                   |
| ---------------- | ------------------------- |
| "I Cry at Night" | Part Time Love 7" (US/UK) |
| "Lovesick"       | Song for Guy 7" (US/UK)   |